# Adela Muñoz del Monte y Justiz
Adela Muñoz del Monte y Justiz (Santiago de Cuba, 1833-Madrid, 1858) fue una pianista, cantante y compositora cubana afincada en Madrid.

## Biografía
Nació en Santiago de Cuba el 18 de abril de 1833, hija del político, abogado y poeta dominicano Francisco Muñoz del Monte y de María Caridad Justiz y Valiente. Estudió primero en Cuba el piano con Joan Casamitjana Alsina y más adelante en Madrid fue discípula de Baltasar Saldoni en canto y armonía y nuevamente en piano de Manuel Mendizábal de Sagastume. Saldoni alababa su capacidad tanto con el piano —«Tocaba las piezas de primera fuerza con tanta energía, limpieza, expresion y dulzura, cual pudiera hacerlo el pianista más afamado»— como de cantante: «si bien su voz no era de gran calidad, tenía, no obstante, la buena circunstancia de ser de excelente calidad, y con la suficiente para un gran salon, con la extension de un mezzo soprano, con lo cual lograba agradar mucho, y á veces hasta entusiasmar por su manera de expresar y de sentir, acompañado todo esto de una hermosura y elegancia que encantaba, pues difícilmente se veia en la alta sociedad madrileña quien la igualára; aventajarla, nunca». Muñoz del Monte, que dominaba los idiomas francés e italiano además de su nativo español, falleció en la madrileña calle de San Sebastián el 27 de julio de 1858.